# Ядро Джексона
Ядром Джексона в теории приближений называется {\displaystyle 2\pi }-периодическая функция, задающаяся формулой:
{\displaystyle d_{n}(t)=\gamma _{n}\left({\frac {\sin {\frac {nt}{2}}}{\sin {\frac {t}{2}}}}\right)^{4}}
Названо именем учёного, занимавшегося теорией приближений и тригонометрических полиномов — Данхэма Джексона.
Данная функция является ядром, свёртка с которым даёт частичную сумму ряда Фурье.

## Константа ядра Джексона
Константа {\displaystyle \gamma _{n}} определяется из соотношения {\displaystyle \int \limits _{\mathbb {T} }{d_{n}(t)dt}=1,\mathbb {T} =[-\pi ;\pi ]}
и равна {\displaystyle \gamma _{n}={\frac {3}{2\pi n(2n^{2}+1)}}}

### Доказательство
Используем равенство Парсеваля для случая пространства L2: 

Если {\displaystyle f\in \mathbb {L} _{2}}, то верно следующее тождество: {\displaystyle \int \limits _{Q}{f^{2}}=\pi \left({\frac {a_{0}^{2}}{2}}+\sum \limits _{n=0}^{\infty }{\left(a_{n}^{2}+b_{n}^{2}\right)}\right)}

Необходимо подставить в это равенство {\displaystyle f=\left({\frac {\sin {\frac {nt}{2}}}{\sin {\frac {t}{2}}}}\right)^{2}}

Предварительно необходимо написать выражение для {\displaystyle \left({\frac {\sin {\frac {nt}{2}}}{\sin {\frac {t}{2}}}}\right)^{2}}, используя ядро Фейера и ядро Дирихле: 

{\displaystyle \Phi _{n-1}(t)={\frac {1}{2\pi n}}\left({\frac {\sin {\frac {nt}{2}}}{\sin {\frac {t}{2}}}}\right)^{2}={\frac {1}{n}}\sum \limits _{k=0}^{n-1}{D_{k}(t)}=}

{\displaystyle ={\frac {1}{n}}\sum \limits _{k=0}^{n-1}{{\frac {1}{\pi }}\left({\frac {1}{2}}+\sum \limits _{j=1}^{k}{\cos {jt}}\right)}}
Из этого следует, что 

{\displaystyle \left({\frac {\sin {\frac {nt}{2}}}{\sin {\frac {t}{2}}}}\right)^{2}=2\pi n{\frac {1}{n}}\sum \limits _{k=0}^{n-1}{{\frac {1}{\pi }}\left({\frac {1}{2}}+\sum \limits _{j=1}^{k}{\cos {jt}}\right)}=n+2\sum \limits _{k=0}^{n-1}{\sum \limits _{j=1}^{k}{\cos {jt}}}}

Поменяв местами две суммы и применив соответствующее преобразование для индексов, получим: 

{\displaystyle \left({\frac {\sin {\frac {nt}{2}}}{\sin {\frac {t}{2}}}}\right)^{2}=n+2\sum \limits _{j=1}^{n-1}\sum \limits _{k=1}^{n-j}{\cos {jt}}=n+\sum \limits _{j=1}^{n-1}{(n-j)\cos {jt}}}

Далее, очевидно, что коэффициенты полученного тригонометрического полинома будут коэффициентами Фурье его суммы, то есть {\displaystyle a_{0}=2n,a_{k}=k-j(0<k<n),a_{k}=0(k>n-1),b_{k}=0}

Остаётся лишь подставить эти коэффициенты в соответствующее выражение для интеграла: 

{\displaystyle \int \limits _{Q}{\left({\frac {\sin {\frac {nt}{2}}}{\sin {\frac {t}{2}}}}\right)^{4}}=\pi \left(2n^{2}+4\sum \limits _{j=1}^{n-1}{\left(n-j\right)^{2}}\right)=\pi \left(2n^{2}+4\sum _{j=1}^{n-1}{j^{2}}\right)=\pi \left(2n^{2}+4\left({\frac {n(n-1)(2n-1)}{6}}\right)\right)=}

{\displaystyle =\pi \left({\frac {12n^{2}+8n^{3}-12n^{2}+4n}{6}}\right)={\frac {2\pi n(2n^{2}+1)}{3}}}

А значит, подставив в основное тождество для ядра Джексона, можно получить выражение для константы:

{\displaystyle \gamma _{n}={\frac {1}{\int \limits _{Q}{\left({\frac {\sin {\frac {nt}{2}}}{\sin {\frac {t}{2}}}}\right)^{4}}}}={\frac {3}{2\pi n(2n^{2}+1)}}}

Таким образом, утверждение о константе доказано.